# Донецкая группа Армии УНР
Донецкая группа Армии УНР также Славянская группа - группа войск Армии УНР целью которой было освобождение Донбасса от большевиков в марте-мае 1918 года.

## История
В начале апреля 1918 года части Запорожского корпуса Армии УНР которые находились в Полтаве получили приказ с Киева о разделе корпуса на две группы: Крымскую и Славянскую. Крымская группа под командованием Болбочана должна была освобождать Крым, а Славянская группа под командованием Сикевича должна была принимать участие в освобождении Донбасса.
В приказе с Киева говорилось:
«Славянская группа должна направиться в донецкий район, чтоб захватить там уголь и выслать его в Киев, запустить все рудники и восстановить движение по железной дороге во всех направлениях.»
С Полтавы группа должна была направиться в направлении на Лозовую — Славянск. 15 апреля после напряжённого 12-часового боя Донецкая группа заняла станцию Барвенково. 17 апреля богдановцы вошли в Славянск, а следующего дня запорожцы заняли Бахмут. 25-27 апреля запорожцы и немцы вели тяжёлые бои с большевиками в районе Горловки и её окрестностей — станции Никитовки и Ртутного завода.
После занятия Горловки Донецкая группа разделилась на три группы и наступала в направлении на Дебальцево, Попасную и Юзовку(Донецк) 
30 апреля Донецкая группа заняла станцию Колпаково и вышла на границы Украинской Народной Республики и Всевеликого Войска Донского.
После освобождения Донбасса в мае 1918 года части группы были расквартированы в разных городах региона:
- штаб группы станция Никитовка

- Бахмут — 1-й Запорожский пеший полк имени Петра Дорошенко
- Славянск — Горловка — 3-й Гайдамака пехотный полк
- Дебальцево — 3-й Запорожский пеший полк имени Богдана Хмельницкого
- Краматорск — Бронедивизион

В конце мая Сикевич получил новый приказ: "охрану всего Донецкого бассейна передать местной гражданской, железнодорожной и немецкой власти, а войска группы перевести на север в Старобельский уезд, где занять демаркационную линию с большевистской Россией." 

## Бои
- Бои за Барвенково — 15 — 19 апреля 1918
- Бои под Родаковым - 24-25 апреля 1918
- Бои за Горловку — 24-27 апреля 1918
- Бой за станцию Дебальцево — 28 апреля 1918

## Состав
- 1-й Запорожский пеший полк имени Петра Дорошенко — Загродский, Александр Александрович
- 3-й Запорожский пеший полк имени Богдана Хмельницкого — под командованием уроженца Донбасса Шаповал, Александр Андреевич
- 3-й Гайдамака пехотный полк